# Gattendorf (Bavière)
Pour les articles homonymes, voir Gattendorf.
Gattendorf est une commune de Bavière (Allemagne), située dans l'arrondissement de Hof, dans le district de Haute-Franconie.